# Ниш експрес
Ниш експрес је српско превозничко предузеће са седиштем у Нишу. Основано је 3. марта 1951. године. Основна делатност предузећа је превоз путника на градским, међуградским и међународним линијама. Предузеће је основано са возним парком од десет дотрајалих трамваја и седам старих аутобуса, док данас има око 400 возила просечне старости шест година.
Ниш експрес од октобра 2024. обавља јавни превоз у Београду, на аутобуским линијама 56 и 56Л.